# NGC 3676
NGC 3676 é uma galáxia elíptica (E-S0) localizada na direcção da constelação de Crater. Possui uma declinação de -11° 08' 21" e uma ascensão recta de 11 horas, 25 minutos e 37,4 segundos.
A galáxia NGC 3676 foi descoberta em 1886 por Frank Müller.